# 国际关系学院杭州校区
国际关系学院杭州校区，简称国关杭州校区，是位于中华人民共和国浙江省杭州市拱墅区上塘街道的一所公办普通高等学校校区，为国际关系学院的分校区。
国际关系学院杭州校区负责培养国家安全系统高等技术专业人才，举办国际政治等专业的学历教育。

## 沿革

### 七古路校址早期历史
1983年，杭州市人民政府在上塘河畔兴建了杭州市第二文教区。其后，七古路88号地块被辟为浙江第二人民警察学校校址。1986年7月，浙江第二人民警察学校第一期工程开工，由海宁市许村建筑公司承建，工程造价为430万元。
1986年9月17日，浙江第二人民警察学校成立大会暨首届开学典礼在杭州举行，中共浙江省委书记王芳在成立大会上讲话。该校是定向招生、定向分配、培养国家安全专业人才的中等专业学校。浙江第二人民警察学校由中华人民共和国国家安全部直属。1987年3月中旬，浙江二警校教育大楼和学生宿舍、会堂等4幢主体建筑结顶。

### 国关杭州校区建设与发展
1997年9月，国际关系学院杭州校区在杭州市七古路88号成立，承担普通高等教育任务，1998年开始面向全国招生。国际关系学院杭州校区是国际关系学院在浙江省杭州市设立的异地校区，是一所专门培训国家安全系统人才的高等院校。
2012年，绍兴市人民政府宣布，该市将争取在近两年内引进浙江农林大学天目学院、浙江工业大学之江学院、国际关系学院（杭州校区）3所高校。国际关系学院（杭州校区）将在绍兴市异地办学。2013年，浙江省发展和改革委员会表示，国际关系学院杭州校区与海宁市长安镇（高新区）成功签约，国际关系学院杭州校区迁建项目正式落户海宁，力争于2013年办理完相关项目审批手续，2014年开工建设。

## 校园
七古路88号校址教育大楼和学生宿舍、会堂等4幢主体建筑于1980年代建成，该校址第一期建设过程中响应了建筑节约的号召，降低了工程造价。该校区的图书馆设在杭州市舟山东路55-4号，称“国际关系学院（杭州）图书馆”。国际关系学院杭州校区迁建项目选址于海宁市长安镇（高新区）连杭科教新城汉帛路北、仰山路西、长安路南、学院路东区块，规划用地面积约400亩。
校方表示，国关杭州校区支持“宽口径、厚基础、强技能、重素质”的人才培养目标，提出“以专业教学为核心，以基础教学为基石，以计算机和外语应用能力为两翼”的人才培养思路。国际关系学院杭州校区与浙江大学合作办学，共同承担教学、实验和科研任务。

## 西藏班
1980年代起，浙江第二人民警察学校设立了藏族班，培养建设和保卫西藏自治区的藏族干部。后改为国际关系学院杭州校区西藏班。国际关系学院定向招生的信息管理与信息系统专业西藏班，只招收藏族考汉语的考生，在国际关系学院杭州校区报到上学。